# Rajons de Preiļi
Le rajons de Preiļi se situait à l'est de la Lettonie. Les rajons ont été supprimés par la réforme administrative de 2009.

## Population (2000)
Au recensement de l'an 2000, le district avait 41 735 habitants, dont :
- Lettons : 28 146 personnes, soit 67,44 %.
- Russes : 11 264 personnes, soit 27,00 %.
- Polonais :    791 personnes, soit 1,90 %.
- Biélorusses :    667 personnes, soit 1,60 %.
- Ukrainiens :    383 personnes, soit 0,92 %.
- Lituaniens :     98 personnes, soit 0,24 %.
- Autres :    386 personnes, soit 0,92 %.

Le terme Autres inclut notamment des ressortissants issus de l'ex-URSS (Estoniens, Kazakhs, Moldaves...), ainsi que des Rroms.

## Subdivisions

### Pilseta
- Preiļi
- Līvāni

### Pagasts
- Jersika
- Rožkalni
- Rožupe
- Rudzāti
- Sauna
- Sīļukalns
- Sutri
- Turki
- Upmala
- Vārkava
- Aglona
- Aizkalne
- Galēni
- Pelēči
- Riebiņi
- Rušona
- Silajāņi
- Stabulnieki